# لنی هنری
سِر لنوُرت جورج هنری CBE (انگلیسی: Sir Lenworth George Henry؛ زادهٔ ۲۹ اوت ۱۹۵۸) شناخته شده به عنوان لنی هنری، استند آپ کمدین، بازیگر، نویسنده و مجری تلویزیونی بریتانیایی است. او ببیشتر بخاطر تأسیس مؤسسه خیریه Comic Relief و ارائه انواع برنامه‌های تلویزیونی از جمله شعبده بازان برای شبکه بی‌بی‌سی یک شناخته شده‌است.

## اوایل زندگی
هنری در ۲۹ اوت ۱۹۵۸ در دادلی، میدلندز غربی زاده شد. او پسر جامائیکا ایمیگرانتز است. یکی از هفت فرزند او که در انگلستان زاده شد. او به مدرسه St. John رفت و سپس تحصلات خود را در مدرسه The Blue Coat در دادلی ادامه داد. پیش از آنکه در کالج W. R. Tuson پرستون (لانکاشیر) درس خود را ادامه دهد.
.

## حرفه

### در اوایل زندگی حرفه‌ای
اولین مدیربرنامه‌های هنری رابرت لوف بود که او را در سال ۱۹۷۵ پذیرفت و به او این فرصت را داد تا به عنوان بخشی از یک برنامه تولید شده توسط وی تور نسخه‌ای نمایشی از سیاه و سفید، نمایش خنیاگر اجرا داشته باشد. در ژوئیه ۲۰۰۹ لنی هنری اظهار داشت: او صرفاً به قید قرارداد موظف به انجام اینکار شد و از انجامش ابراز تاسف کرد.
اولین اجرای تلویزیونی هنری در برنامه استعدادیابی چهره‌های جدید بود. او در سال ۱۹۷۵ با اجرای یک تقلید از استیو واندر برنده این برنامه شد. سال بعد همراه با نورمن بیتون در برنامهٔ "فاسترهاًی LWT ظاهر شد. اولین مجموعه برنامه‌های کمدی بریتانیا با بازیگران عمدتاً سیاه پوست. او سال‌های شکل گیری حرفه اش را در مجموعهٔ باشگاه کار مردان گذراند. جایی که بیشتر به تقلید شخصیت‌های سفیدپوست، مانند شخصیت "فرنک اسپنسر در مجموعهٔ Some Mothers Do 'Ave ' Em می‌پرداخت. (که در مجموعهٔ چهره‌های جدید ادای او را درآورد). او همچنین در برنامه‌های تلویزیونی مختلفی از جمله مربع افراد مشهور، ساحل ویژه و برنامه رونی کوربت به عنوان مهمان شرکت داشت

## حرفهٔ موسیقی
در سال ۲۰۱۵ شبکهٔ Sky Arts از هنری خواست تا برای این شبکه مستندی تهیه کند با نام "لنی هنری بلوزشناس خدادادی". وی به گروهی از موسیقیدانان از جمله جکو کجزیک پیوست، خوانندهٔ اصلی گروه کینگ کریمسون، تا آلبومی با نام "هزارهٔ تازهٔ بلوز" تهیه کنند. آلبوم علاوه بر قطعات اصلی که توسط لنی هنری نوشته شده شامل قطعات مختلفی از کاورها و آهنگ‌های کلاسیک بلوز است.
هنری مدتی بعد نماهنگ انیمیشنی "پلیس ها نمی‌دانند" را به کارگردانی فیلمساز ایرانی، سام چگینی منتشر کرد. وی دربارهٔ این آلبوم و نماهنگ در مصاحبه اش با مجله موسیقی کلسیک راک می گوید: "متن این ترانه در طول دو روز یک آخر هفته نوشته شد و بعد من آن را برای جکو فرستادم، بدون اینکه انتظار داشته باشم چیزی از او بشنوم. ولی آهنگی که به فاصله ای کوتاه به من برگشت یک شگفتی بود ، با هارمونی های موسیقی گسپل ودوبلاژهایی از موسیقی سول. ویدئو هم حامل امواج مشابهی از یک کار عاشقانه و با احساس بود. سام چگینی به وضوح هنرمند بااستعداد و خوش ذوقی است و من میخواهم از او و همه هنرجوهایی که در این کار او را کمک کردند تشکر کنم. این یک کار بزرگ است."

## در ایران
- در سریال "سرآشپز" که از تلویزیون ایران پخش شده، کاراکتر لنی هنری با صدای ژرژ پطرسی دوبله شده‌است.
- سام چگینی فیلمساز ایرانی نماهنگ "پلیس ها نمی‌دانند" لنی هنری را کارگردانی کرده‌است.[۸]

## فیلم‌شناسی
فیلم‌ها
| سال  | عنوان                          | نقش                            |
| ---- | ------------------------------ | ------------------------------ |
| ۱۹۸۸ | خودکشی باشگاه                  | کَم                             |
| ۱۹۸۹ | تجربه کاری                     | ترنس ولس                       |
| ۱۹۹۱ | هویت واقعی                     | مایلز پاپ                      |
| ۱۹۹۷ | فِرِد معروف                      | فِرِد (صداپیشه)                  |
| ۲۰۰۴ | هری پاتر و زندانی آزکابان      | صداپیشه شرانکن هد              |
| ۲۰۰۸ | پنه‌لوپه                        | صداپیشه Krull                  |
| ۲۰۱۲ | دزدان دریایی! گروهی از ناجورها | صداپیشه هستینگز پاچوبی         |
| ۲۰۱۴ | پت پستچی: فیلم                 | آقای برنارد (مدیر جرثقیل؛ صدا) |

تلویزیون
| سال              | عنوان                          | نقش                   |
| ---------------- | ------------------------------ | --------------------- |
| ۱۹۸۱             | سه نوع                         |                       |
| ۱۹۹۱             | زنده و لگد زنان                |                       |
| ۱۹۹۱             | برنارد و جن                    | Josephus جن           |
| ۱۹۹۳–۱۹۹۶        | سرآشپز!                        | گَرت                   |
| ۲۰۰۳–۲۰۰۷، ۲۰۱۱— | Comic Relief                   | مجری                  |
| ۲۰۰۸             | lennyhenry.tv                  | مجری                  |
| ۲۰۰۸–۲۰۱۱        | بزرگ و کوچک                    | (صدا)                 |
| ۲۰۰۹، ۲۰۱۱       | زندگی در آپولو                 | مجری (دو قسمت)        |
| ۲۰۱۰—            | آموزش جوایز                    | مجری                  |
| ۲۰۱۱             | جادوگران                       | مجری                  |
| ۲۰۱۱             | معروف و غنی در زاغه            | نویسندگان             |
| ۲۰۱۵             | عملیات درمانی برایComic Relief | نویسندگان             |
| ۲۰۱۵             | جوایز لارنس الیویه             | مجری                  |
| ۲۰۱۵             | سندیکای                        | گادفری واتسون (سری ۳) |
| ۲۰۱۵             | دنی و باغ وحش انسان‌ها          | پدر                   |